# Familiengruft Horsky von Horskysfeld

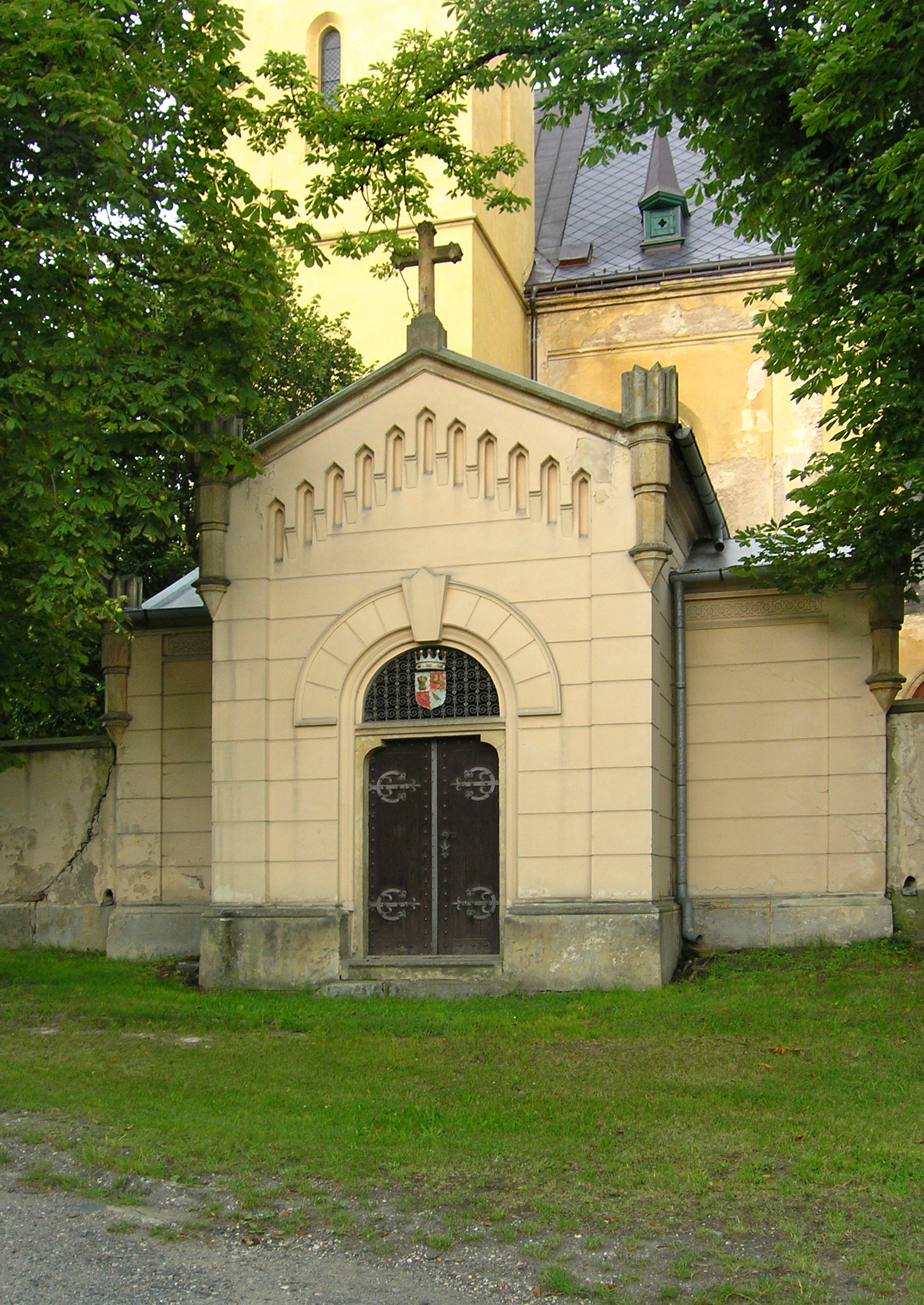
Außenansicht

Die Familiengruft des Ritters Horsky von Horskysfeld (tschechisch hrobka rytíře Horského z Horskýfeldu) befindet sich in Ovčáry, Okres Kolín in Tschechien.

## Lage
Die Horsky-Gruft befindet sich südlich der Jakobuskirche in der Friedhofsmauer im Zentrum von Ovčáry. Ihr Eingangsportal ist zum Dorfplatz gerichtet.

## Bauwerk
Die pseudogotische Grabkapelle entstand nach Plänen des Wiener Architekten Moritz Hinträger, der für Horsky zu Lebzeiten bereits das Landschloss Horskysfeld und den Umbau des Schlosses Kolín entworfen hatte. Sie hat den Grundriss eines gleicharmigen gemeinen Kreuzes und ist in die Friedhofsmauer eingebaut. Das zum Dorfplatz führende Rundbogenportal ist in der Bogenlaibung über dem Eingangstor mit einem kunstgeschmiedeten Gitter versehen, das mittig das bekrönte farbige Wappen der Ritter Horsky von Horskysfeld zeigt.
Im Innern befindet sich in der Eingangsachse an der Nordwand auf einem Sockel eine von Josef Tulka geschaffene Büste von Franz Seraph Ritter Horsky von Horskysfeld. Zu beiden Seiten stehen zwei Zinnsärge; der rechte mit den sterblichen Überresten von Franz Seraph Ritter Horsky und Horskysfeld (1801–1877), der linke mit den Gebeinen seines Enkels Adolf Richter (1847–1924). Über den Särgen sind deutschsprachige Tafeln mit Namen und Lebensdaten der Verstorbenen an der Wand angebracht. Im Boden befindet sich unter einer Grabtafel das Grab von Horskys zweiter Ehefrau Karoline, geborene Hartmann von Hartenthal (1824–1889). Seit 2007 steht in der Gruft auch der leere Sarg von Horskys Adoptivtochter Johanna Hartmann von Hartenthal.
Die Horsky-Gruft ist als Teil der Gesamtanlage der Jakobuskirche als Kulturdenkmal 30023/2-829 geschützt.

## Geschichte
Der Besitzer der Grundherrschaft Kolín, Franz Seraph Ritter Horsky von Horskysfeld, verstarb am 6. April 1877 auf Schloss Horskysfeld und wurde zunächst in einer Familiengruft auf dem Friedhof an der Kirche des hl. Bartholomäus in Býchory beigesetzt. Vermutlich wurde dort zuvor seine Adoptivtochter Johanna Hartmann von Hartenthal begraben. Nach der Fertigstellung der neuen Gruft in Ovčáry wurde sein Sarg dorthin überführt. Die leere Familiengruft in Býchory mit zwei Grabplatten, auf denen zum einen Horskys Name, zum anderen der seiner Adoptivtochter und wahrscheinlich der seiner Mutter Eleonora Horsky, geborene Kassianová (1780–1826) zu lesen ist, war noch 2010 erhalten, soll aber im Zuge der Umgestaltung des ehemaligen Friedhofs zu einem Park beseitigt werden.
1971 wurde die Gruft anlässlich des 100-jährigen Bestehens des von Horsky als Schwefelsäure- und Superphosphatfabrik gegründeten Unternehmens Synthesia Kolín (heute Lučební závody Kolin) auf Kosten des Bezirksnationalausschusses Kolín und des Unternehmens instand gesetzt.